# Kuterintja
Кутерінтжа (Kuterintja) — рід сумчастих, представлений одним видом часів пізнього олігоцену, знайденим у палеонтологічних районах: англ. Ngama Local Fauna, Південна Австралія й англ. White Hunter Local Fauna, Ріверслей, північно-західний Квінсленд. Назва «Kuterintja» на мові австралійського корінного народу Джаураворка (англ. Jauraworka) означає «величезна вимерла тварина». Хоча вид був описаний на основі відокремленого верхнього лівого моляра, ріверслейський матеріал включає верхньощелепні кісти, дентарні кістки (верхні частина нижньої щелепи) і багато зубів. Пледж дійшов висновку про близькість Kuterintja ngama й Ilaria illumidens і можливо є попередником загадкового роду koobor. Відрізняється від роду Іларія меншими розмірами, відсутністю поперечних гребенів на молярах.